# Tecnologia social
Considera-se tecnologia social todo o produto, método, processo ou técnica criado para solucionar algum tipo de problema social, atendendo quesitos de simplicidade, baixo custo, fácil aplicabilidade (e reaplicabilidade) e impacto social comprovado. É um conceito contemporâneo, formado após inúmeros debates entre diversas camadas da sociedade a partir de discussões iniciadas nos anos 1970 e culminando nos primeiros anos da década de 2000 como processo complexo em curso. Essa complexidade remete a propostas inovadoras de desenvolvimento (econômico, social ou ambiental), baseadas na disseminação de soluções para problemas essenciais como demandas por água potável, alimentação, educação, energia, habitação, renda, saúde e meio ambiente, entre outras, além de promover a inclusão sócio-produtiva.

## Definição
É dito pelo ITS Brasil que tecnologia social pode ser definida como “Conjunto de técnicas, metodologias transformadoras, desenvolvidas e/ou aplicadas na interação com a população e apropriadas por ela, que representam soluções para inclusão social e melhoria das condições de vida".
Origina-se quer no seio de uma comunidade quer no ambiente acadêmico, podendo ainda aliar os saberes populares e os conhecimentos técnico-científicos. Importa, essencialmente, que a sua eficácia possa ser alcançada ou repetida por outras pessoas, permitindo que o desenvolvimento se multiplique entre as populações atendidas, melhorando a sua qualidade de vida. Mais ainda, impulsiona processos de empoderamento das representações coletivas da cidadania e fomenta alternativas de desenvolvimento oriundas de experiências inovadoras, as quais defendam interesses das maiorias e distribuição de renda, como apontado por Silvio Caccia Bava (2004, p.116). A tecnologia social deve ainda promover educação, cidadania, inclusão, acessibilidade, sustentabilidade, participação e cultura. Sendo uma tecnologia que promove a transformação social e é desenvolvida em conjunto à população - onde as pessoas que precisam das soluções são parte delas, assumindo o processo da mudança.
Mesmo que não seja apenas para as camadas pobres, visto que ao gerar mudança social várias camadas sociais são afetadas, o desenvolvimento de tecnologias adaptadas a realidade local é uma solução para a desigualdade em países periféricos, e para que possa ser feito, os viventes desses contextos devem formular um método próprio de pesquisa e desenvolvimento de tecnologia, de acordo com Amílcar Herrera (Herrera, 1970, p.36). E os principais elementos que compõem essa proposta são a utilização do conhecimento local e participação popular, essa ultima servindo como garantia para a efetividade da solução tecnológica.
Para Renato Dagnino, a tecnologia social deve ser adaptada ao pequeno tamanho, trazendo viabilidade econômica para pequenas empresas e empreendimentos autogestionários. Contudo, com o avanço da tecnologia e com a popularização das Hackathons no Brasil, é possível notar um aumento significativo na participação de grandes empresas e instituições expandindo esse mercado para a área digital. Universidades, prefeituras e empresas multinacionais, como a Globo e a IBM, realizam essa competição focando o evento na criação de projetos para atuar diretamente na qualidade de vida das pessoas, aumentar a conscientização sobre um tema social ou transformar o ambiente de uma cidade, universidades ou organizações.
Por ser entendida como um processo de inovação a ser levado a cabo, coletiva e participativamente, pelos atores interessados na construção daquele cenário desejável, a Tecnologia Social se aproxima de algo que se denominou, em outro contexto, “inovação social" (Dagnino e Gomes, 2000). Porém, notoriamente, é diferente da Tecnologia Convencional, pois essa é focada em auxiliar a produtividade da mão-de-obra nas empresas privadas, apoiada por governos dos países centrais, e as organizações e os profissionais que a concebem estão imersos no ambiente social e político que a legitima e demanda, além de fazer crítica a esse modelo.

## História

### A Tecnologia Apropriada
A história da tecnologia social começa com o surgimento da  tecnologia apropriada (TA).
Considera-se que o surgimento desse conceito tenha ocorrido em meados do século XIX, durante o processo de descolonização da Índia. Nessa época, Gandhi se dedicava a popularizar a fiação manual através do uso da Charkha. Segundo ele, passar a produzir o próprio tecido era o primeiro passo para a germinação do comércio local e a independência econômica da Índia, mas, simbolicamente, esse ato significava resistência aos padrões culturais e de produção do ocidente. Ao ressignificar a fiação manual e fortalecer a tradição, Gandhi despertou a consciência política de milhares de cidadãos hindus, o que foi uma peça chave no processo de independência do país. Sendo assim, a Roca de Gandhi é considerada o primeiro objeto de tecnologia apropriada. Segundo Amílcar Herrera, Gandhi, ainda, define claramente o conceito de Tecnologia Apropriada em sua doutrina social, apesar de nunca ter usado esse termo. Seu intuito era de fomentar o uso da tecnologia de maneira favorável ao meio ambiente e visando a resolução de problemas da sociedade hindu, feita de dentro, e não por uma imposição externa.
Essas ideias, por sua vez, influenciaram o economista alemão Schumacher, que introduziu ao mundo ocidental o termo ''Tecnologia Intermediária'', que se refere as tecnologias de menor custo, segundo dele, mais apropriadas aos países em desenvolvimento. Com o passar do tempo, surgiram outros termos baseados na perspectiva de Gandhi quanto à aplicação do conhecimento; tais com: tecnologia ecológica" e "tecnologia socialmente apropriada".  Durante a década de 1970 e 1980, o movimento de TA alargou a perspectiva da tecnologia intermediária e incorporou outros termos, originados em outros movimentos, segundo Dagnino, ao incorporar aspectos políticos e sociais e propor mudanças estruturais no modelo de utilização da tecnologia, o movimento configurou uma nova perspectiva para a produção tecnológica. Tal, se afastaria do modelo de utilização de capital intensivo e economia de mão de obra, visando, principalmente, o desenvolvimento de países mais pobres através de métodos alternativos de utilização da tecnologia. Ainda que grande parte dos defensores de TA  estivessem em países já amplamente industrializados, eles reconheciam que a adoção das mesmas técnicas em países que ainda não tivesse completado seu processo de industrialização prejudicaria a sociedade e o meio ambiente desses locais.

### Contribuições conceituais à TA
Por ter sido amplamente criticado, principalmente por defensores da neutralidade da ciência e do determinismo tecnológico, e incapaz de gerar e difundir tecnologias alternativas, o movimento de TA foi desmoralizado e até ridicularizado. Para seus críticos, a ideologia de TA era, na verdade, fruto do remorso de empresários do terceiro mundo, que, ainda que reconhecessem a necessidade de adaptação dos métodos de uso da tecnologia para a utilização em países em desenvolvimento, viviam em realidades distantes desta e não eram capazes de provocar nenhuma mudança efetiva.
Posteriormente, com a introdução do conceito de Inovação Social  e a reformulação da proposta de execução da transformação, o movimento ganhou força novamente, retomado pela Teoria da Inovação. De acordo com os defensores desta, as pessoas, unidas pelo interesse de uma sociedade com maior equidade, seriam os pivôs da transformação. Elas seriam capazes de abandonar os processos tradicionais de utilização do conhecimento e criar métodos alternativos de produção que priorizassem o bem estar sócia. Esta sugestão também foi criticada por ser pouco realista, tanto por acreditar que o interesse por mais equidade seria suficiente para fazer com que fosse possível alterar processos já profundamente arraigados na sociedade, quanto por assumir que esses técnicos bem-intencionados poderiam desenvolver métodos alternativos de produção e depois disponibilizá-los a usuários interessados, que os incorporariam às empresas nos países mais pobres. Na realidade, o conhecimento produzido dificilmente poderia utilizado por pessoas com culturas diferentes em ambientes distintos daquele em que foi concebido.
Com a incorporação da Adequação Sociotécnica à Teoria, passa-se a entender que é necessário que um processo seja concebido nas condições em que ele acontecerá. Sendo assim, seria necessário que os cidadãos dos países em desenvolvimento elaborassem seus próprios métodos de utilização do conhecimento de acordo com as necessidades específicas de cada comunidade. A partir desse momento, entende-se que não é possível criar um processo alternativo de produção em que se utilize a Tecnologia Apropriada e distribuí-lo como os adeptos do movimento de TA pretendiam. Considera-se que o que hoje conhecemos como Tecnologia Social seja, na verdade, uma derivação da Inovação Social.

### Tecnologia Social no Brasil

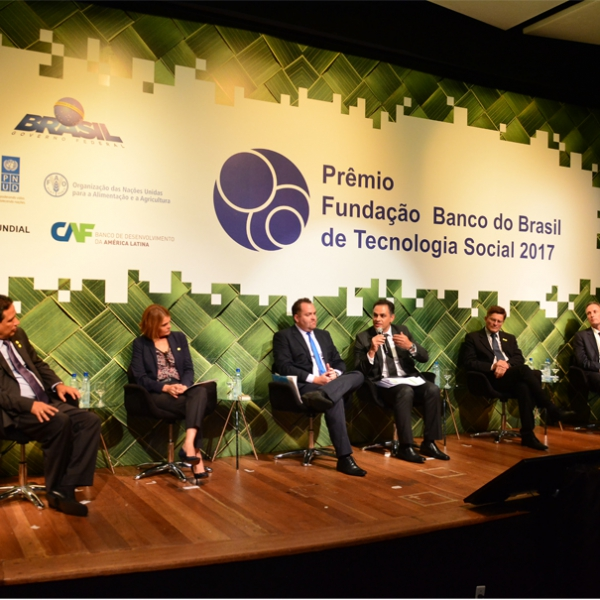
Evento do Prêmio Fundação Banco do Brasil de Tecnologia, edição de 2017.

No Brasil, o termo tecnologia social (originado de tecnologia apropriada) foi consolidado pela Fundação Banco do Brasil que, realiza desde 2001 o Prêmio Fundação Banco do Brasil de Tecnologia Social no intuito de identificar, certificar, premiar e difundir estas iniciativas. O prêmio é o principal instrumento de identificação e certificação de tecnologias sociais que compõem o banco de tecnologias sociais (BTS), além de um instrumento de certificação de tecnologias que representam respostas efetivas à demandas sociais e são passíveis de transformação em políticas públicas.
Os parâmetros de certificação do BTS traçam um perfil ideal para uma tecnologia social, são eles: inovação, efetividade, sistematização, capacidade de ser reaplicada e sua interação com a comunidade. Precisam, também, respeitar os valores e princípios do protagonismo social, respeito cultural, cuidado ambiental e solidariedade econômica. Em 9 (nove) edições realizadas, de 2001 a 2017, foram recebidas 7020 inscrições e concedidos mais de R$ 4,1 milhões em premiações destinadas ao aprimoramento das tecnologias sociais vencedoras.
Além do Prêmio FBB e o BTS, a Fundação Banco do Brasil conduz Editais e Seleção Públicas que estimulam e difundem a aplicação de tecnologias sociais no país, como o Edital de Credenciamento de Moradia Urbana com Tecnologia Social de 2015 e o Edital de Seleção Pública de Reaplicação de Tecnologias Sociais. Assim, é clara a relevância da atuação da FBB no tópico de Tecnologia Social no país, mas cabe destacar, também, que a Fundação busca pela participação internacional, com intuito de fomentar tais práticas em países da América Latina e Caribe

## Tecnologias sociais e políticas públicas
Apesar de ainda não constituírem políticas públicas, as tecnologias sociais vêm sendo cada vez mais reconhecidas por pela sua capacidade de promover um novo modelo de produção científica e da aplicação da tecnologia em prol do desenvolvimento social.
A principal distinção entre uma Tecnologia Social e uma política pública é a abrangência de cada uma: as tecnologias sociais são criadas para atender a uma camada restrita da sociedade. sua aplicabilidade é mais intensa nas áreas mais carentes, com menor presença estatal, seus desenvolvedores são pessoas comuns, que a elaboram para melhorar as condições de vida de um setor da sociedade, sendo restritas também a uma localidade específica; enquanto isso, as políticas públicas devem ser pensadas de forma a atender a todos os cidadãos, elas são conjuntos de programas, ações e decisões do Estado pra garantir acesso a determinados direitos, assegurados pela Constituição.
Não obstante, a palavra "social” não tem o intuito de destacar a necessidade destas tecnologias apenas para as comunidades carentes ou para os países subdesenvolvidos. Esta, é, acima de tudo, obstante ao modelo tradicional de desenvolvimento tecnológico e defensora de uma metodologia mais sustentável e solidária. Tecnologia social envolve, por definição, participação da comunidade, empoderamento dos cidadãos e autogestão dos usuários e não deve ser entendida apenas como um modo de cobrir uma lacuna deixada pelo Estado na aplicação de políticas públicas. A trajetória do desenvolvimento da humanidade demonstra a relevância da tecnologia no arranjo das relações econômicas e de trabalho, no meio ambiente e na vida dos povos.

## Tipos de tecnologias sociais
De acordo com o Serviço Brasileiro de Apoio às Micro e Pequenas Empresas (SEBRAE), existem muitos tipos diferentes de tecnologias sociais no Brasil e no mundo, tanto para negócios como para realidades rurais e urbanas. Podemos dividi-las em alguns grupos:
- Produtos, dispositivos ou equipamentos
- Processos, procedimentos, técnicas ou metodologias
- Serviços
- Inovações sociais organizacionais
- Inovações sociais de gestão

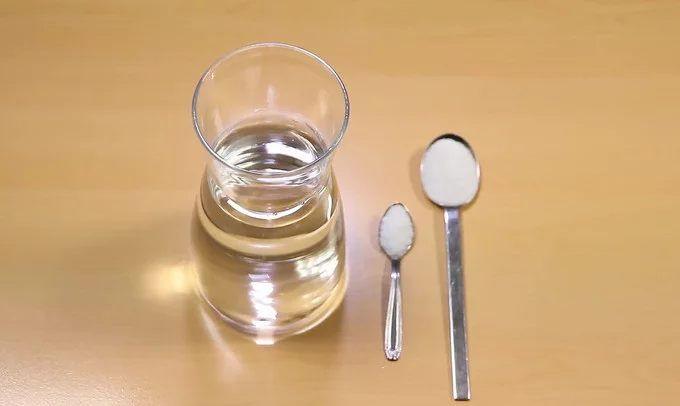
Soro caseiro, um exemplo de tecnologia social, que tem como receita 1 medida rasa de sal, e 2 de açúcar.

Podemos citar como exemplo desde produtos simples, que podem ser feitos em casa, tais como soro caseiro, até tecnologias mais complexas, como bombas de insulina ou cisternas de placas pré-moldadas (que atenuam o problema da seca), passando pela oferta de microcrédito, ou ainda pelos Encauchados de Vegetais da Amazônia, capazes de gerar renda para populações indígenas e seringueiros ao agregar valor à borracha nativa, entre outros. Com o advento da internet e a popularização dos computadores e dos Smartphones, as tecnologias sociais digitais começaram a ganhar cada vez mais espaço. Atualmente, existem inúmeros sites e aplicativos que impactam comunidades e confrontam problemas sociais. Programas como Headspace e Lojong ajudam o usuário a combater a ansiedade, o estresse, e a depressão através de técnicas de meditação; outros, como Ribon.io e Humble Bundle, oferecem serviços para arrecadar dinheiro e ajudar ONGs e comunidades com doações.